# Enter-фильм
Enter-фильм — украинский фильмовый телевизионный канал, входящий в медиагруппу Inter Media Group.

## История
Канал начал своё вещание 25 февраля 2002 года.
В сентябре 2002 года на телеканале заработал телетекст, в котором можно увидеть разнообразную информацию о мире кино.
В ноябре 2011 года телеканал изменил графическое и звуковое оформление.
В 2010 и 2011 годах телеканал удостоился награды «Лучший фильмовый канал» по версии ежегодной телевизионной премии «Media & Sat Leaders». Также в 2011 году «Enter-фильм» стал одним из победителей конкурса Национального совета по вопросам телевидения и радиовещания Украины на свободные места в цифровых мультиплексах с общенациональным покрытием.
С 25 декабря 2016 года вещает в формате 16:9.
С 2010 по 2020 год телеканал транслировал фильмы советского производства. Однако, в связи со вступлением в силу новых норм закона Украины «Об обеспечении функционирования украинского языка как государственного» 16 июля 2021 года вместо советских фильмов «Enter-фильм» транслирует фильмы украинского производства и зарубежные сериалы с украинским закадровым озвучиванием.
В связи с вторжением России на Украину с 24 февраля по 17 апреля 2022 года телеканал круглосуточно транслировал информационный марафон «Единые новости». В эфире отсутствует реклама.
С 18 апреля 2022 года телеканал возобновил самостоятельное вещание, изменив программную сетку: из эфира полностью исчезли советские фильмы.

## Программы
- Полезная программа
- Украина впечатляет
- Звёздные судьбы
- Полезные советы
- Моя история
- Моя правда
- Великие украинцы
- Расскажите об Украине
- Поддельная история
- Украина. Забытая история
- Киноляпы
- Кинотрейлеры
- Кривое зеркало
- Шутка за шуткой
- Саундтреки
- Академия смеха
- Своя роль
- Неизвестная версия

### Сериалы
- Чисто английские убийства
- Расследование Мёрдока
- Загадочные убийства Агаты Кристи
- Пуаро Агаты Кристи
- Доктор Блэйк
- Главный подозреваемый (2011)
- Багровые реки
- Ярмарка тщеславия
- Профайл
- Парфюм
- Крах
- Госпожа Фазилет и её дочери
- Мисс Марпл Агаты Кристи
- Возвращение Шерлока Холмса
- Архив Шерлока Холмса
- Расследования Фрэнки Дрейк
- Джекилл и Хайд
- Коллекция
- Персона

### Мультфильмы
- Ну, погоди!
- Малыш и Карлсон
- Винни-Пух
- Чебурашка и Крокодил Гена
- Возвращение блудного попугая
- Казаки
- Приключения капитана Врунгеля
- Алиса в Стране чудес и зазеркалье
- Доктор Айболит
- Остров сокровищ
- Приключения Болека и Лелика
- Крот и его друзья

## Логотип
Телеканал с самого начала вещания он ни разу не менял. Только менялись цвета как:
- 25 февраля 2002 — 30 сентября 2005 тёмно-синий
- 1 октября 2005 — 15 октября 2007 оранжевый
- 16 октября 2007 — 27 сентября 2011 тёмно-серый
- С 28 сентября 2011 жёлтый.
- С 25 февраля 2002 года по настоящее время логотип представляет собой вписанный в треугольник с закруглёнными углами и в центре круг с логотипом «Enter-Music» 2001-2004 годов, под ним подпись «фiльм». Находится в правом верхнем углу.

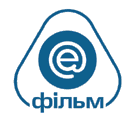
Первый логотип телеканала «Enter-фильм» с 25 февраля 2002 по 30 ноября 2011 года.
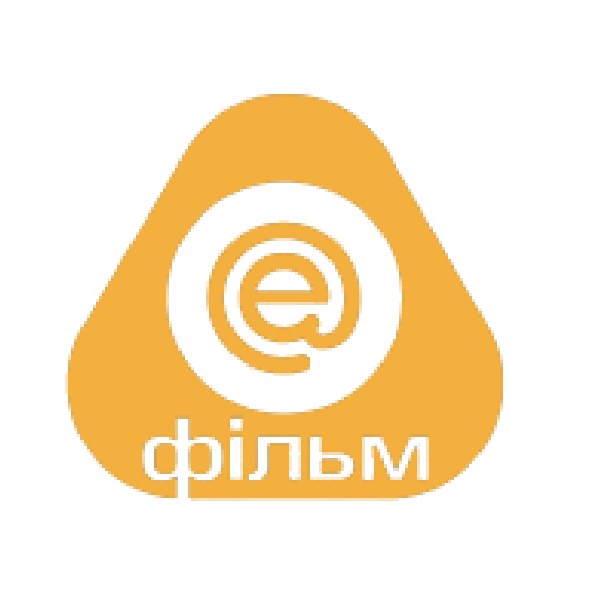
Второй логотип телеканала «Enter-фильм» 1 декабря 2011 по 14 сентября 2012 года.
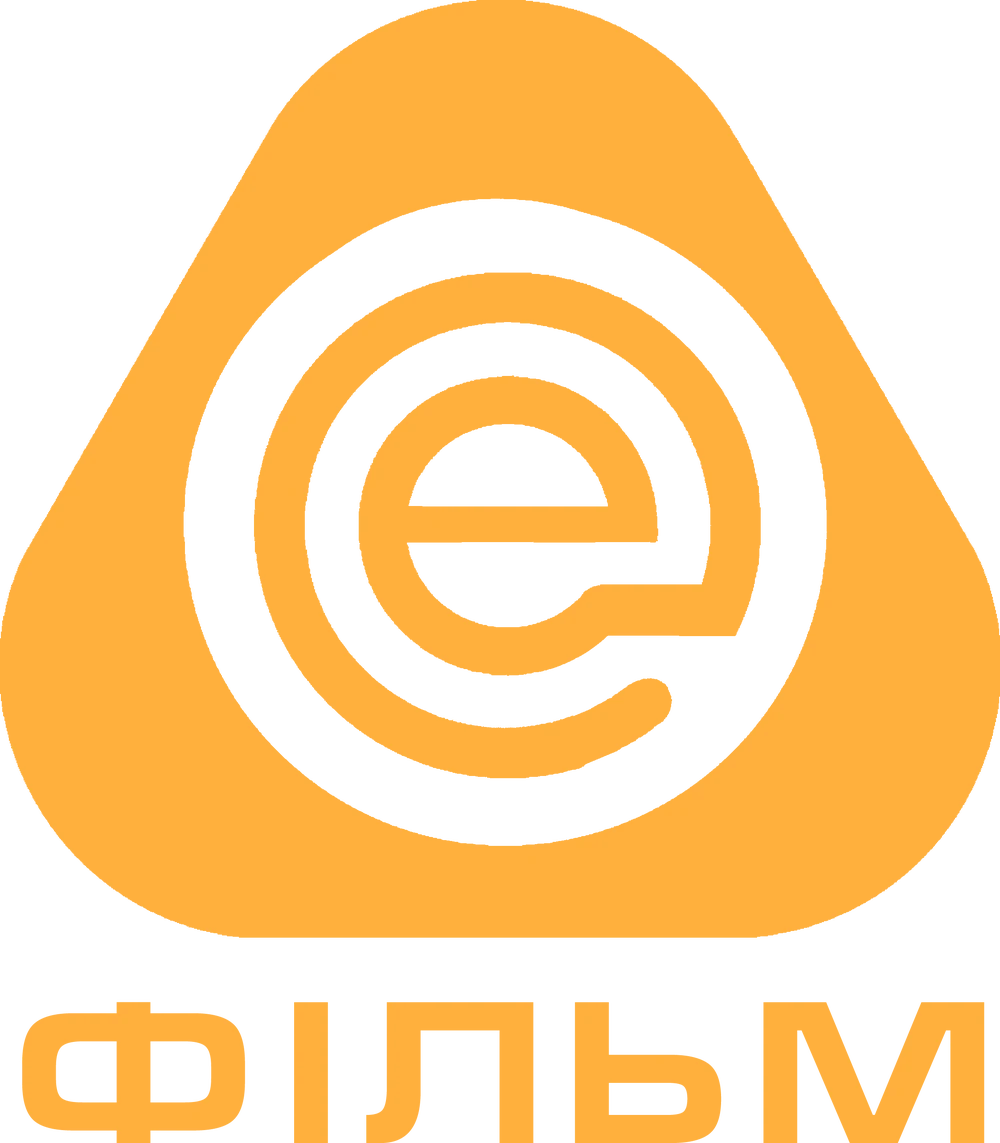
Третий логотип телеканала «Enter-фильм» 15 сентября 2012 по 31 января 2022 года.
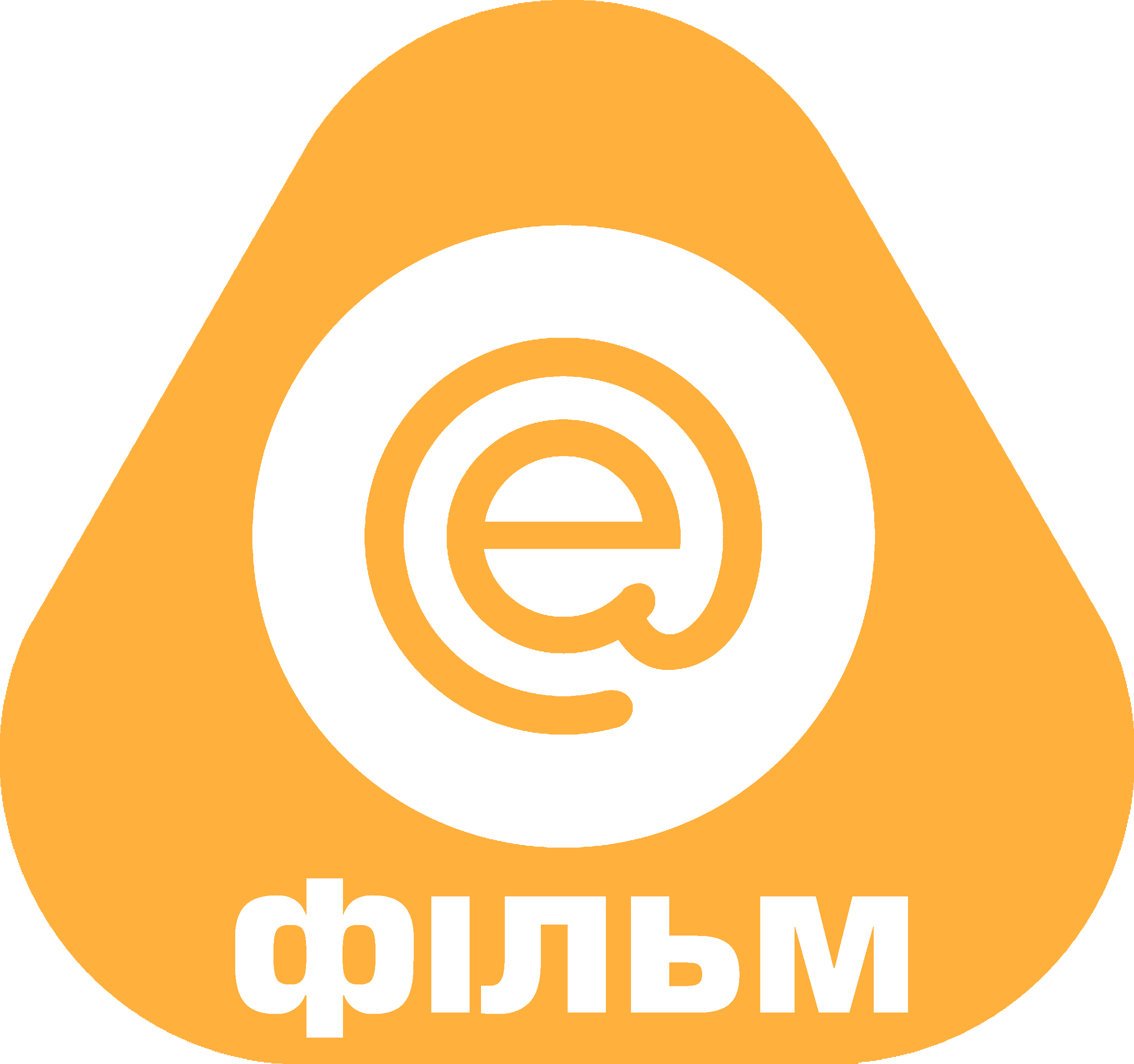
Четвёртый логотип телеканала «Enter-фильм» со 1 февраля 2022 по настоящее время.

## Параметры спутникового вещания
- Спутник — Astra 4A 4,8° вст. д.
- Частота — 12 437 МГц
- Поляризация — вертикальная (V)
- Cимвольная скорость — 30000
- FEC — 3/4
- Кодировка — Verimatrix

## Награды
- 2010 — «Media & Sat Leaders»
- 2011 — Телевидения и радиовещания Украины, телеканал стал одним из победителем конкурса.

## Оформление
В ноябре 2011 года телеканал изменил графическое и звуковое оформление. На телеканале можно увидеть 5 новых стильных заставок. Каждая заставка — это анимированная композиция с героями и известными образами из кинолент. Оформление было создано службой творческих проектов телеканала «Интер».